# 秦州
秦州（しんしゅう）は、中国にかつて存在した州。晋代から民国初年にかけて、現在の甘粛省天水市一帯に設置された。

## 魏晋南北朝時代
269年（泰始5年）、西晋により雍州の隴右の隴西郡・南安郡・天水郡・略陽郡・武都郡および梁州陰平郡と涼州金城郡の7郡を分割して、秦州が設置された。282年（太康3年）、秦州はひとたび廃止され、雍州に併合された。286年（太康7年）、再び秦州が置かれた。秦州は隴西郡・南安郡・天水郡・略陽郡・武都郡・陰平郡の6郡24県を管轄した。
北魏のとき、秦州は天水郡・漢陽郡・略陽郡の3郡12県を管轄した。
北周のとき、秦州は天水郡・漢陽郡・略陽郡・清水郡・河陽郡の5郡8県を管轄した。

## 隋代
隋初には、秦州は4郡6県を管轄した。583年（開皇3年）、隋が郡制を廃すると、秦州の属郡は廃止された。607年（大業3年）に州が廃止されて郡が置かれると、秦州は天水郡と改称され、下部に6県を管轄した。隋代の行政区分に関しては下表を参照。
| 隋代の行政区画変遷 | 隋代の行政区画変遷 | 隋代の行政区画変遷 | 隋代の行政区画変遷 | 隋代の行政区画変遷 | 隋代の行政区画変遷 | 隋代の行政区画変遷                        | 隋代の行政区画変遷 |
| 区分               | 開皇元年           | 開皇元年           | 開皇元年           | 開皇元年           | 区分               | 大業3年                                   |                    |
| ------------------ | ------------------ | ------------------ | ------------------ | ------------------ | ------------------ | ----------------------------------------- | ------------------ |
| 州                 | 秦州               | 秦州               | 秦州               | 秦州               | 郡                 | 天水郡                                    |                    |
| 郡                 | 天水郡             | 漢陽郡             | 略陽郡             | 清水郡             | 県                 | 上邽県 冀城県 成紀県 隴城県 清水県 秦嶺県 |                    |
| 県                 | 上邽県             | 黄瓜県             | 成紀県 河陽県      | 清水県 伯陽県      | 県                 | 上邽県 冀城県 成紀県 隴城県 清水県 秦嶺県 |                    |

## 唐代
619年（武徳2年）、唐が薛挙を平定すると、天水郡は秦州と改められた。742年（天宝元年）、秦州は天水郡と改称された。758年（乾元元年）、天水郡は秦州の称にもどされた。秦州は隴右道に属し、上邽・伏羌・成紀・隴城・清水の5県を管轄した。

## 宋代
北宋のとき、秦州は秦鳳路に属し、成紀・隴城・清水・天水の4県と太平監と伏羌城・甘谷城と定西・三陽・弓門・静戎・安遠・隴城・鶏川の7寨と𢇲穣・冶坊・達隆の3堡を管轄した。
金のとき、秦州は鳳翔路に属し、成紀・隴城・秦安・甘谷・冶坊・清水・鶏川・西寧の8県と伏羌城と隴城・三陽・弓門の3寨と静戎・𢇲穣の2鎮を管轄した。

## 元代
元のとき、秦州は陝西等処行中書省に属し、成紀・秦安・清水の3県を管轄した。

## 明代以降
明のとき、秦州は鞏昌府に属し、秦安・清水・礼の3県を管轄した。
1729年（雍正7年）、清により秦州は直隷州に昇格した。秦州直隷州は甘粛省に属し、秦安・清水・礼・徽・両当の5県を管轄した。
1912年、中華民国により秦州直隷州は廃止された。